# Hartmut Schreier
Gert-Hartmut Schreier (* 11. Oktober 1952 in Schwerin) ist ein deutscher Schauspieler.

## Leben
Hartmut Schreier studierte an der Staatlichen Schauspielschule (Fachschule) in Berlin (aus der 1981 die Hochschule für Schauspielkunst „Ernst Busch“ Berlin hervorging) und absolvierte diese im Jahr 1974. Kurz darauf erhielt er ein Engagement am Staatstheater in seiner Geburtsstadt Schwerin, das er im Jahre 1982 verließ, um an der Volksbühne Berlin zu arbeiten. Hier spielte er als Mitglied des Ensembles bis zum Jahr 1991, seitdem ist er als freier Schauspieler tätig. In der DDR war Schreier in einigen Rollen für das Fernsehen der DDR und für die DEFA tätig und spielte unter anderem in den Serien Polizeiruf 110 und Der Staatsanwalt hat das Wort. Eine seiner bedeutendsten Hauptrollen spielte er in der Verfilmung von Der Mexikaner Felipe Rivera nach der gleichnamigen Erzählung von Jack London unter der Regie von Edgar Kaufmann. Im Theater des Westens hatte Schreier zudem weitere erfolgreiche und regelmäßige Auftritte.
In Schwerin war Schreier als inoffizieller Mitarbeiter Jürgen Schwarz für das Ministerium für Staatssicherheit tätig. Dort beobachtete er Kollegen und Mitarbeiter und lieferte Berichte an seinen Führungsoffizier Oberleutnant Lindemann. Als Dank durfte Schreier an Weihnachten 1978 seinen Vater, der im diplomatischen Dienst in der Schweiz tätig war, besuchen. Er bekam einen Pass und wurde mit reichlich Reisegeld (in Ost- und Westwährung) versehen, nebst eines kleinen Kontaktauftrags.
Von 1992 bis 2010 spielte Schreier in der ZDF-Serie SOKO München die Rolle des Kriminalkommissars Manfred „Manne“ Brand. In der Folge vom 1. März 2010 starb er den Serientod. Schreier wollte seine Rolle ursprünglich noch einige Jahre weiterspielen und zeigte sich enttäuscht über die Entscheidung des ZDF, das laut einer Presseerklärung mit der Trennung „auf der Höhe der Zeit“ bleiben wollte.
Hartmut Schreier wirkte als Schauspieler vor der Kamera bis zum Jahr 2013 in mehr als 60 Film-und-Fernsehproduktionen mit. Er war auch gelegentlich als Synchronsprecher tätig.
Schreier ist seit 2001 verheiratet, hat keine Kinder und lebt mit seiner Frau in Mecklenburg-Vorpommern.

## Filmografie
- 1977: Ein Schneemann für Afrika
- 1977: Eine vollkommen erlogene Geschichte
- 1982: Berlin, hier bin ich
- 1983: Spinnefix
- 1983: Zeitzünder
- 1984: Der Mexikaner Felipe Rivera
- 1984: Polizeiruf 110: Im Sog (TV-Reihe)
- 1984: Klassenkameraden
- 1985: Polizeiruf 110: Verlockung
- 1985: Unternehmen Geigenkasten
- 1986: Der Staatsanwalt hat das Wort: Paule (TV-Reihe)
- 1986: Rund um die Uhr (Miniserie)
- 1986–1987: Schauspielereien (Fernsehserie, 2 Folgen, verschiedene Rollen)
- 1987: Kiezgeschichten (TV-Miniserie)
- 1987: Der Staatsanwalt hat das Wort: Für Elise
- 1987: Polizeiruf 110: Die alte Frau im Lehnstuhl
- 1988: Polizeiruf 110: Flüssige Waffe
- 1988: Polizeiruf 110: Mitternachtsfall
- 1989: Späte Ankunft (TV-Zweiteiler)
- 1989: Flugstaffel Meinecke (TV-Miniserie)
- 1989: Der Staatsanwalt hat das Wort: Blaue Taube soll fliegen
- 1989: Der Staatsanwalt hat das Wort: Noch nicht zu Hause
- 1990: Der Drache Daniel
- 1989: Konstantin und Alexander
- 1990: Abschiedsdisco
- 1990: Polizeiruf 110: Ball der einsamen Herzen (TV-Reihe)
- 1990: Schlaraffenland
- 1991: Polizeiruf 110: Todesfall im Park (TV-Reihe)
- 1992: Praxis Bülowbogen (Folge: Der goldene Westen)
- 1992: Unser Lehrer Doktor Specht (Fernsehserie, 7 Folgen)
- 1992–2010: SOKO München (Fernsehserie, 315 Folgen)
- 1993: Ein Mann am Zug (TV-Miniserie)
- 1993: Polizeiruf 110: …und tot bist du
- 1994: Fritze Bollmann will nicht angeln (Fernsehserie, 7 Folgen)
- 1994: Wie Pech und Schwefel (Fernsehserie, 1 Folge)
- 1994: Liebling Kreuzberg (Fernsehserie, Folge: Berlin ist ein Dorf)
- 1995: Kriminaltango
- 1995: Tatort: Endstation (TV-Reihe)
- 1995: Die Staatsanwältin
- 1995: Frauenarzt Dr. Markus Merthin (Fernsehserie, 2 Folgen)
- 1996: Im Namen des Gesetzes (Fernsehserie, Folge: Ganovenehre)
- 1996: Ein Bayer auf Rügen (Fernsehserie, 1 Folge)
- 1997: Solo für Sudmann (Fernsehserie, 6 Folgen)
- 1998: Zugriff (Fernsehserie, 3 Folgen)
- 2000: Die Wache (Fernsehserie, 1 Folge)
- 2000: Küstenwache (Fernsehserie, Folge: Gefährliche Fracht)
- 2001: Für alle Fälle Stefanie (Fernsehserie, 2 Folgen)
- 2001: Ein Fall für zwei (Fernsehserie, 1 Folge)
- 2002: Der Bulle von Tölz: Liebespaarmörder (Fernsehserie)
- 2002: Sperling – Sperling und der stumme Schrei (Fernsehreihe)
- 2002: Samt und Seide (Fernsehserie)
- 2003: Nicht ohne meinen Anwalt (Fernsehserie, Folge: Frontenwechsel)
- 2003: Der Landarzt (Fernsehserie, 7 Folgen)
- 2003: Wolffs Revier (Fernsehserie, 1 Folge)
- 2003: Stubbe – Von Fall zu Fall – Opfer im Zwielicht (Fernsehreihe)
- 2004: Hallo Robbie! (Fernsehserie, Folge: Flaschenpost)
- 2004: Alphateam – Die Lebensretter im OP (Fernsehserie, Folge: Mutterblitz)
- 2006: Die Rosenheim-Cops (Fernsehserie, Folge: Die doppelte Venus)
- 2008: Unser Charly (Fernsehserie, 1 Folge)
- 2010: Rosamunde Pilcher: Flügel der Liebe
- 2011: In aller Freundschaft (Fernsehserie, Folge: Helden)
- 2011: Ein starkes Team – Blutsschwestern (Fernsehreihe)
- 2012: Drei Stunden
- 2013: Tiere bis unters Dach (Fernsehserie, Folge: Trüffelschweine)
- 2013: Notruf Hafenkante (Fernsehserie, Folge: Schweigen ist Kupfer)

## Hörspiele
- 1987: Jacob Grimm/Wilhelm Grimm: Drosselbart (Drosselbart) – Regie: Maritta Hübner (Kinderhörspiel – Rundfunk der DDR)
- 1988: Jan Drda: Der vergessene Teufel (Mattes) – Regie: Karlheinz Liefers (Kinderhörspiel – Rundfunk der DDR)
- 1988: Pjotr Pawlowitsch Jerschow: Gorbunok, das Wunderpferdchen – Regie: Norbert Speer (Kinderhörspiel – Rundfunk der DDR)
- 1988: Hans Siebe: Porzellan (Reimann) – Regie: Achim Scholz (Kriminalhörspiel – Rundfunk der DDR)
- 1990: Rita Herbst: Eine schrecklich nette Person (Brade) – Regie: Detlef Kurzweg (Kriminalhörspiel/Kurzhörspiel – Rundfunk der DDR)
- 1991: Alexander Wolkow: Der Zauberer der Smaragdenstadt (Anführer der Affen) – Regie: Dieter Scharfenberg (Hörspiel – LITERA junior)